# بارمشتيت
بارماشتت (بالألمانية: Barmstedt) هي بلدة ألمانية تقع في ألمانيا في شليسفيغ هولشتاين.  يقدر عدد سكانها بـ 9,704 نسمة .